# Linnés vänner
Linnés vänner är en svensk förening som arbetar för att väcka intresset för Linnés gärningar ur ett hortikulturellt, kulturhistoriskt och naturvetenskapligt perspektiv. Sedan 2007 är Linnés vänner dessutom vänförening till Uppsala linneanska trädgårdar, det vill säga Botaniska trädgården, Linnéträdgården och Linnés Hammarby, alla med Uppsala universitet som huvudman. Dessutom stödjer föreningen Linnéminnet Linnés Sävja.

## Historik
Initiativtagare till Linnés vänner var akademiörtagårdsmästaren vid Linnéträdgården Gunnar Petersson och föreståndaren för Botaniska trädgården Örjan Nilsson. De menade att det fanns ett behov av att stimulera intresset för det linneanska arvet bland Uppsalaborna. Under mottot ”låt Uppsala blomstra” bildades Föreningen Linnés vänner i mars 1993.

## Verksamhet
Linnés vänner anslår årligen medel för specifika projekt för att öka intresset kring dessa trädgårdar. Till exempel har föreningen gett medel till apkojorna i Linnéträdgården och namnskyltarna på träd och buskar i Universitetsparken. Föreningens medlemmar, som uppgår till drygt 600 (2020), bidrar även praktiskt och hjälper bland annat till vid olika evenemang i trädgårdarna men också med trädgårdsarbete. I juni 2005 planterade medlemmar i föreningen i samarbete med personal från Uppsala linneanska trädgårdar en idegranshäck i Botaniska trädgården, mellan orangeriet och Norbyvägen. Häcken symboliserar den mur som revs när orangeriet byggdes på 1800-talet. 
Vid månatliga möten vår och höst ges i föreningens regi föredrag rörande Linné, hans verksamhetsområden eller hans lärjungars verksamhet. Dessutom anordnas exkursioner med Linnéanknytning både lokalt, nationellt och internationellt.

## Linnés vänners pris
Linnés vänners pris instiftades 2011 för att belöna en person som uppmärksammat en i våra dagar närmast bortglömd gärning med anknytning till Linné ur ett vetenskapligt, kulturhistoriskt eller hortikulturellt perspektiv. Priset delades ut första gången i februari 2012.

### Pristagare
- 2012: Gunilla Anderman
- 2013: Sven-Olof Uleman
- 2014: Birgitta Berggren
- 2015: Hubert Agback
- 2016: Lennart Nilsson
- 2018: Ulf Swenson
- 2020: Britt Eklund
- 2022: Björn Cederberg
- 2024: Owe Jaktlund

## Ordförandelängd
- 1993–1994 Gunnar Petersson
- 1995–2013 Marita Wigren Svensson
- 2014– Ann-Mari Jönsson